# 普雷内斯蒂诺-拉比卡诺
普雷内斯蒂诺-拉比卡诺（Q. VII Prenestino-Labicano）是意大利罗马的第七区（''quartieri）''，由首字母Q. VII标识。这个名字来源于古老的道路普雷内斯蒂纳道和拉比卡纳道 。

## 名胜
- 圣玛策林及圣伯多禄堂，20世纪教堂（1922年）。
- 圣吉拉·玛奇拉堂，20世纪教堂（1980-81）。
- 马焦雷门，在拉比卡诺广场和马焦雷门广场之间。
- 圣玛策林及圣伯多禄墓窟